# Тигрова астрилда
Тигрова астрилда (Amandava amandava) е вид птица от семейство Estrildidae.

## Разпространение и местообитание
Разпространен е в Бангладеш, Виетнам, Източен Тимор, Индия, Индонезия, Камбоджа, Китай, Мианмар, Непал, Пакистан и Тайланд.